# Goswin Kettler zu Middelburg

Wapen Kettler / von Ketteler

Goswin Kettler zu Middelburg ook bekend als Goswin von Ketteler-Middelburg (1575 - 30 september 1646) heer van Middelburg en Bockenhövel.
Hij was een zoon van Conrad Ketteler (1540-1595) heer van van Middelburg en Bockenhövel en Bertha van Raesfelt tot Romberg (1555-).
In 1610 trouwde hij met Christina van Korff-Schmising erfvrouwe van Harkotten (1590-). Het echtpaar ging wonen op Slot Harkotten bij Sassenberg, dat haar via erfenis was toebedeeld. Uit zijn huwelijk zijn de volgende kinderen geboren:
- Caspar Heidereich Kettler / Caspar Heidenreich von Ketteler zu Harkotten
- Christine Kettler (1625-1690)

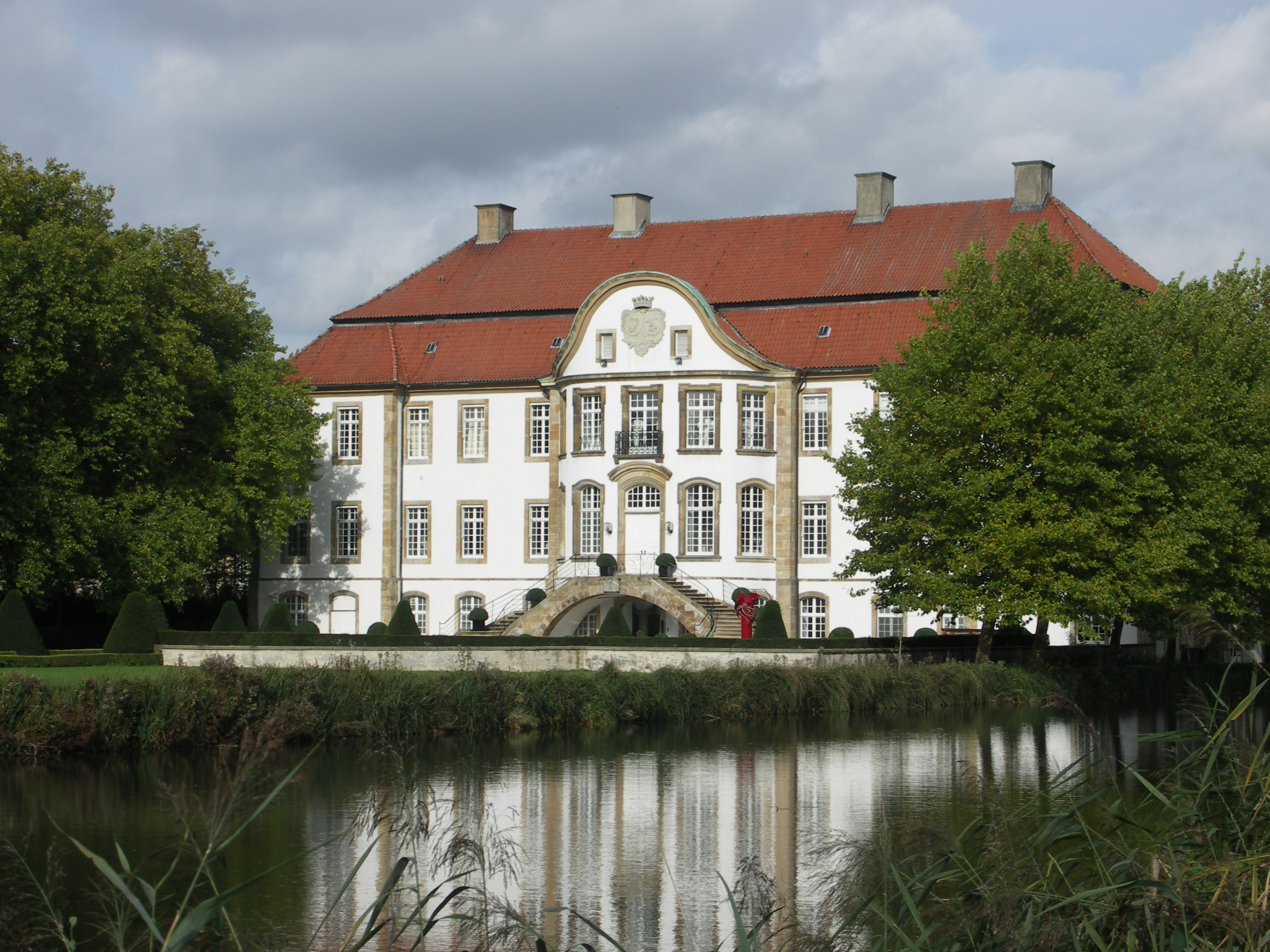
Slot Harkotten (2006)